# Venezia Tridentina
Venezia Tridentina è una regione storico-geografica dell'Italia settentrionale corrispondente al Trentino-Alto Adige. Detta anche Venezia Retica, con la Venezia Giulia e la Venezia Euganea, fa parte delle Tre Venezie.
Il nome Venezia Tridentina venne utilizzato per indicare i territori del Tirolo cisalpino (Alto Adige/Sudtirolo e Trentino) che furono annessi al Regno d'Italia in seguito al trattato di Saint-Germain del 1919.

## Origine del nome
Il toponimo fu coniato dal glottologo Graziadio Isaia Ascoli nel 1863, e avrebbe dovuto essere utilizzato nel 1898 anche da Cesare Battisti e Giovanni Battista Trener quando fondarono la loro rivista scientifica che avrebbe dovuto chiamarsi Venezia Tridentina. Il governo austriaco censurò utilizzando il più neutrale Tridentum.

## Storia

### Il governatorato militare
A conclusione della I guerra mondiale il territorio dell'attuale Trentino-Alto Adige viene attribuito al Regno d'Italia. Apertosi il periodo armistiziale il generale Guglielmo Pecori Giraldi, comandante della I armata, viene nominato il 3 novembre 1918 governatore di Trento. La specificazione del territorio di competenza: "governatore del Trentino, con sede a Trento, per il Trentino, l'Ampezzano e l'Alto Adige sino alla linea dell'armistizio", avviene il 19 novembre successivo. Il governatore di Trento assolve le funzioni sia militari che civili.
Provvisoriamente, ed in attesa dell'introduzione della legislazione italiana, sul territorio rimanevano in vigore le strutture politico-amministrative austriache, ma prive degli organi di governo. Per ricomporre il tessuto dell'ordinamento provinciale fu istituito un commissariato per gli affari autonomi affidato ad Enrico Conci, nominati commissari civili in sostituzione dei capitani distrettuali, riconfermate, ove possibile, le amministrazioni comunali e riconosciute le facoltà sancite dagli statuti propri delle città di Trento, Rovereto e Bolzano.

### Il governatorato civile
Al governatorato militare succede nel luglio 1919 un periodo di governatorato civile.
Con il decreto legislativo luogotenenziale 4 luglio 1919, n. 1081 viene istituito presso la presidenza del consiglio dei ministri un "Ufficio centrale per le nuove provincie del Regno", incaricato di amministrare "i territori oltre l'antico confine". Al nuovo ufficio viene preposto il senatore Francesco Salata. L'onorevole Luigi Credaro viene nominato commissario generale civile per la Venezia Tridentina, a lui è affidata temporaneamente la vigilanza e la direzione dei servizi civili, governativi e locali.

### L'annessione
Successivamente all'approvazione, con regio decreto 6 ottobre 1919 n. 1804 convertito nella legge 26 settembre 1920 n. 1322, del trattato di Saint Germain del 10 settembre 1919, viene sancita l'annessione, il 10 ottobre 1920, della Venezia Tridentina e successivamente avviene la pubblicazione dello statuto costituzionale del regno nei territori annessi.
Per effetto del regio decreto-legge 31 agosto 1921 n. 1269, il commissario generale civile della Venezia Tridentina, così come la Giunta provinciale straordinaria nominata nel novembre successivo con a capo il senatore Enrico Conci, continuano ad esercitare le funzioni che per la legislazione austriaca erano affidate rispettivamente ai luogotenenti ed alle diete e giunte provinciali.

### La centralizzazione
Le autorità centrali fanno in un primo tempo buon viso alla particolare situazione delle nuove province, esprimendosi favorevolmente nei confronti della conservazione dell'impronta autonomistica e di decentramento amministrativo degli enti locali data a suo tempo dal governo austriaco. Fu istituita anche una commissione consultiva regionale per la Venezia Tridentina incaricata di proporre provvedimenti ritenuti necessari per l'assetto definitivo di ogni ramo dell'amministrazione ed in particolare per i limiti e le modalità delle autonomie regionali, provinciali e comunali, ivi compreso l'esercizio dei poteri legislativi spettanti alle Diete provinciali.
La svolta fascista a partire dall'ottobre 1922 porterà però a una serie di provvedimenti che faranno della Venezia Tridentina una provincia senza più autonomia né decentramento.
Il 5 ottobre 1922 i fascisti occupano la sede della giunta provinciale, costringendo Luigi Credaro, commissario generale civile, a lasciare Trento. Si procede poi alla soppressione del commissario generale civile e all'affidamento dell'esercizio dell'autorità politica ai prefetti del Regno.
Viene inoltre soppresso l'Ufficio centrale per le nuove province. Dopo un breve periodo di reggenza del commissariato generale civile di Trento, Giuseppe Guadagnini viene nominato il 3 novembre 1922 primo prefetto della Venezia Tridentina.
Con il Regio decreto 11 gennaio 1923, n. 9 viene estesa alla nuova provincia la legge comunale e provinciale del 1915.

### L'istituzione della provincia di Trento
La provincia di Trento, con capoluogo Trento, venne istituita con regio decreto 21 gennaio 1923 n. 93 con il passaggio alla nuova provincia di 586 comuni della Venezia Tridentina. I restanti 3 comuni dell'Ampezzano vennero invece aggregati alla provincia di Belluno.
Nel 1927 verrà istituita, staccandola da quella di Trento, anche la provincia di Bolzano.
La denominazione di Venezia Tridentina venne mantenuta nei censimenti del 1931 e 1936 come compartimento statistico. Il 26 febbraio 1948 viene promulgata la legge costituzionale 26 febbraio 1948, n. 5 istituendo la regione autonoma Trentino-Alto Adige composta dalle due province di Trento e Bolzano, alla quale viene riaggregata la Bassa Atesina staccata ancora nel 1927 a favore del Trentino.

## Suddivisione

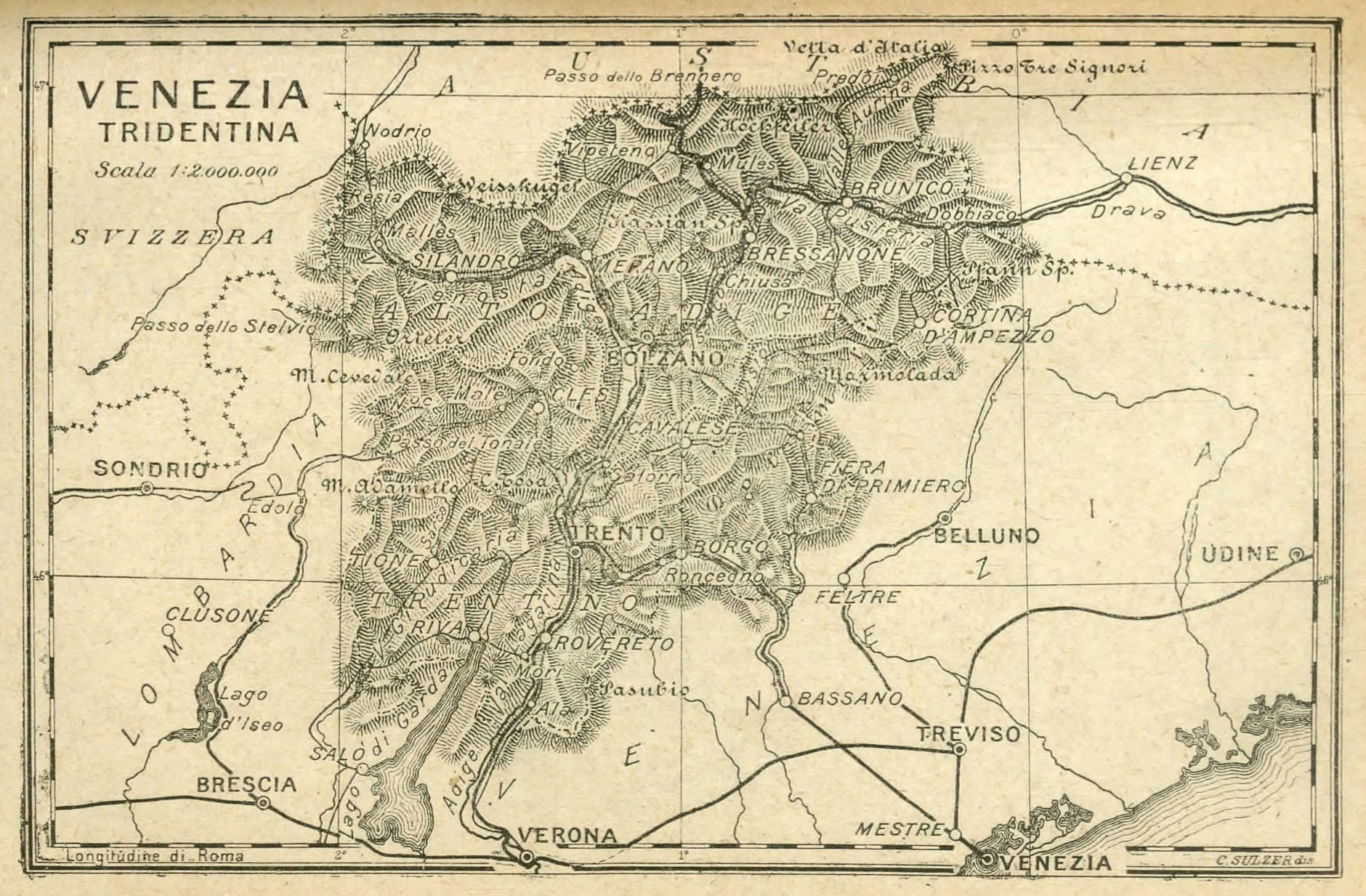
Mappa della Venezia Tridentina pubblicata nel 1921

Il territorio era suddiviso nelle città statutarie di Bolzano, Rovereto e Trento e nei seguenti distretti politici: Ampezzo, Bolzano, Borgo, Bressanone, Brunico, Cavalese, Cles, Merano, Mezzolombardo, Primiero, Riva, Rovereto, Silandro, Tione e Trento. I distretti politici erano ulteriormente suddivisi in distretti giudiziari.
Nel 1921 il territorio fu suddiviso in due collegi elettorali plurinominali: di Trento e di Bolzano.

## Cultura

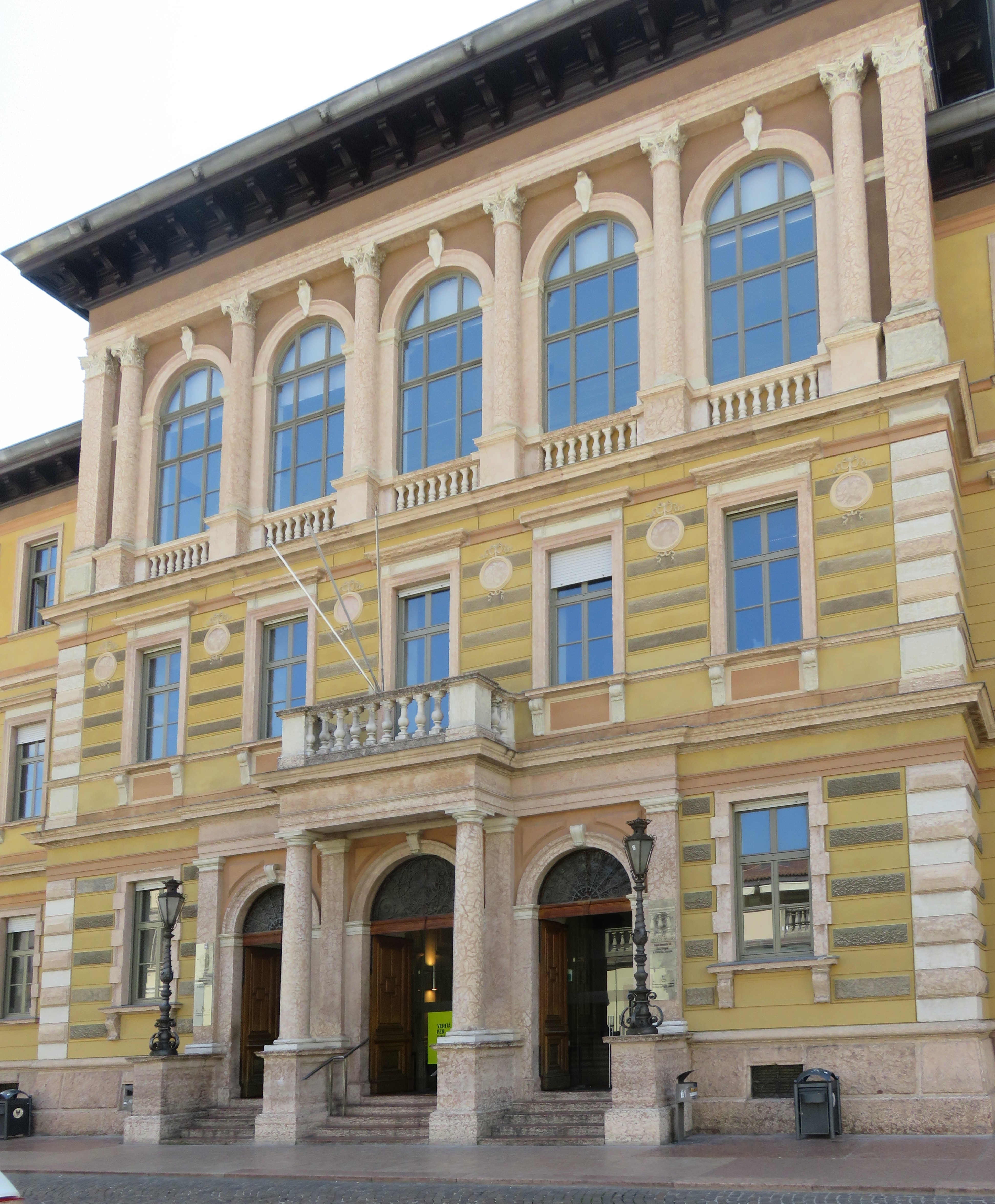
Palazzo Istruzione a Trento, sede a partire dal 1929 del Museo di Storia Naturale della Venezia Tridentina.

### Museo di Storia Naturale della Venezia Tridentina
La storica istituzione museale fondata a Trento come Museo Civico nel 1846 e subito dopo denominata Museo Trentino, ancora nel 1929 venne chiamata Museo di Storia Naturale della Venezia Tridentina, con direttore Giovanni Battista Trener e la sua sede fu, sino all'inizio degli anni ottanta, il Palazzo Istruzione in via Verdi (in seguito sede universitaria). Poi il museo si spostò in via Calepina ed infine, dal luglio 2013, nella nuova sede del MUSE.